# 례성강

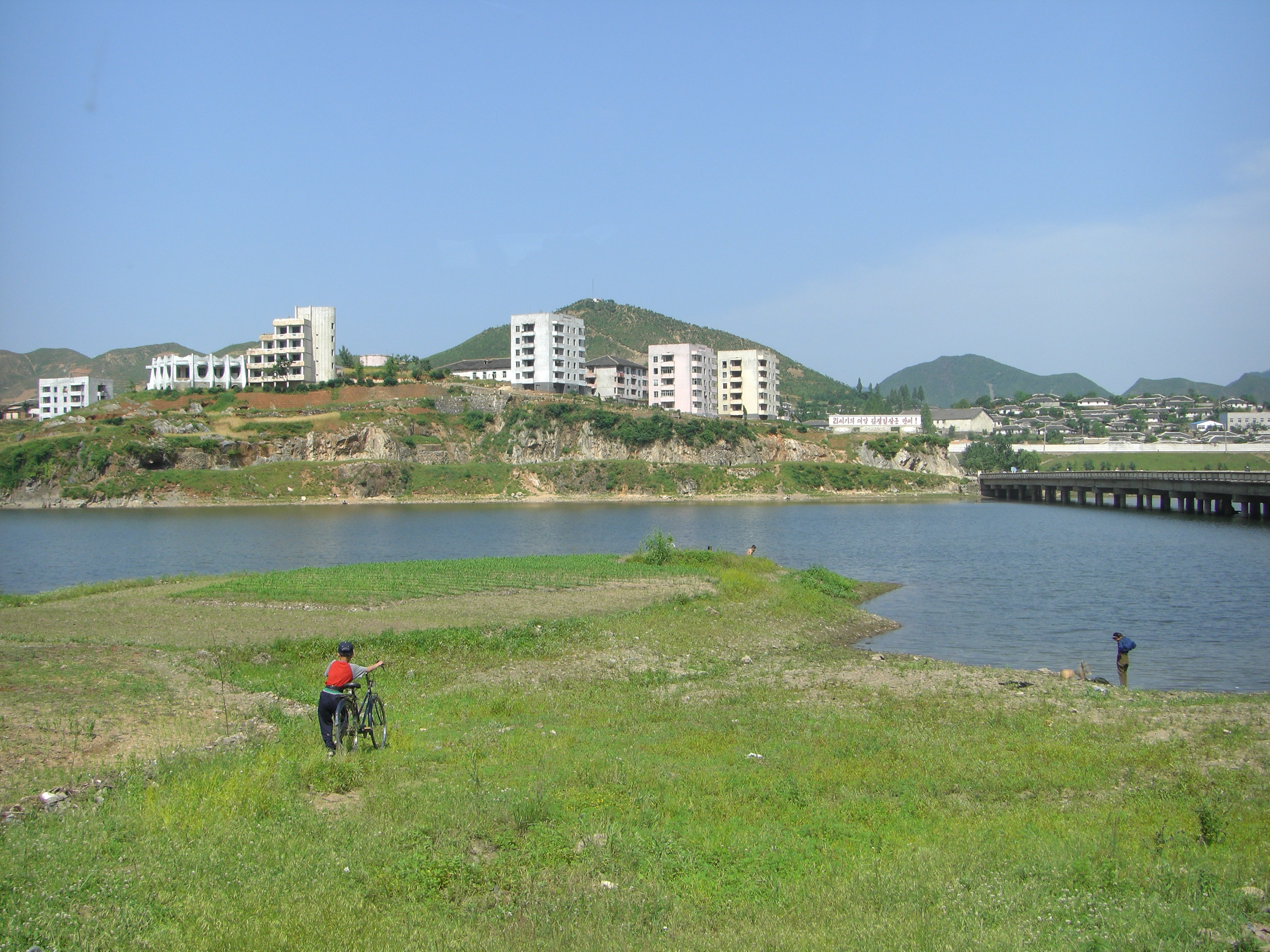
황해북도 금천군 금천읍 부근의 례성강

례성강(禮成江, 표준어: 예성강)은 조선민주주의인민공화국 황해북도 수안군 언진산에서 발원하여 신계군과 남천을 지나 황해남도 배천군과 개성특별시 개풍구역의 경계에서 경기만으로 흐르는 강이다. 강의 길이는 187.4km이고 그중 가항 거리는 65km, 유역 면적은 4,049km2이다. 수지형 유역이다.
주요 지류는 지석천(44km)·구역천(58km)·누천(42km)이며 유역의 연강수량은 1,100mm 정도이다. 유역 평야의 관개용수로서 매우 중요하다. 수심은 깊다.
례성강 남쪽 하구 배천군에는 례성항(禮成港)이 존재하였는데, 고려에서 중국의 송나라와 교섭할 때 이곳에서 모든 배를 띄워 예절 있게 맞아들이고 다시 바래다 주었던 강이라 례성(禮成)이라는 이름을 가지게 되었다. 따라서 고려 시대 송나라 상인들의 왕래가 많았을 때의 사실을 노래한 례성강곡(禮成江曲)이라든가 례성강가에 와서 살던 중국 창녀들을 소재로 한 들놀이 '당녀소매무(唐女小梅舞)등의 지역 민중예술이 전해진다.

## 같이 보기
- 황해
- 례성강역